# فن أكاديمي

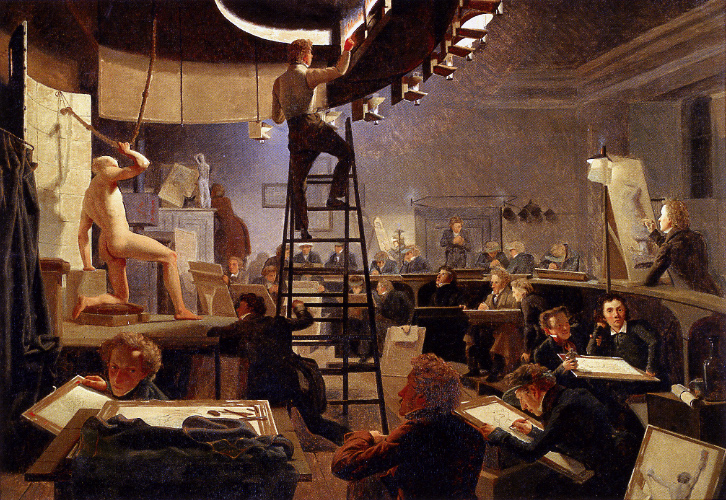
"درس الحياة" بالأكاديمية الملكية الدنماركية للفنون الجميلة، 1826.

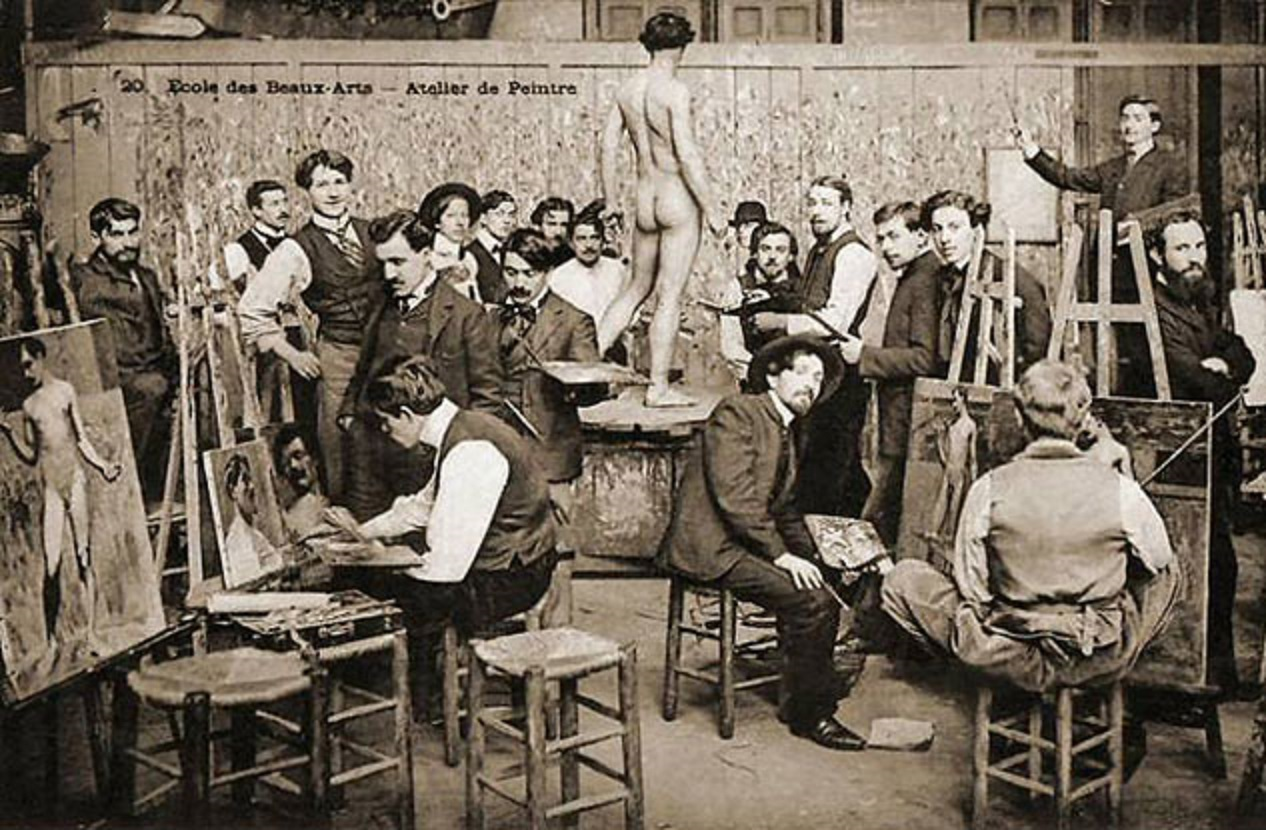
طلاب من مدرسة الفنون الجميلة الفرنسية في نهاية القرن 19.

الفن الأكاديمي أو الأكاديمانية (بالإنجليزية: Academic art) هو طراز فني مُختص بالرسم والنحت. ظهر بتأثير من أكاديميات الفن الأوربية في القرن التاسع عشر، كما تأثر فنانوه بالمعايير الفرنسية لمدرسة الفنون الجميلة (Académie des Beaux-Arts) تحديدا، تحت مُسمى الحركات الكلاسيكية الجديدة والرومانسية، بالإضافة إلى المدراس الأخرى التي تأثرت بهاتين الحركتين. ويظهر هذا جليّا في لوحات عدد من الفنانين أمثال ويليام بوغيرو. وفي هذا السياق، تم إطلاق عدة مسميات على هذا الفن مثل "Academicism" و"L'art pompier" و"Eclecticism"، وفي بعض الأحيان تم ربطه بالتاريخانية والتوفيق بين الأديان.
لقد إزدهرت هذه الحركة الفنية في عدد من دول أوروبا، وظهر منها عدد من الفنانين الذين ساهموا فيها، من أهم تلك الدول: النمسا، بلجيكا، التشيك، فرنسا، ألمانيا، إيطاليا، هولندا، بولندا، سويسرا، والمملكة المتحدة. بالإضافة إلى عدة دول أخرى مثل البرازيل، كندا، الهند، والأوروغواي.

## الأكاديميات في التاريخ
أسس كوزيمو الأول من عائلة ميديشي أول أكاديمية للفنون في فلورنسا بإيطاليا، في 13 يناير 1563، تحت تأثير من المعماري جورجو فازاري الذي أطلق عليها (Accademia e Compagnia delle Arti del Disegno) (أكاديمية ومؤسسة فنون الرسم) إذ قُسِّمت إلى فرعين تنفيذيين مختلفين. فبينما كانت المؤسسة نوعًا من الجماعة التي يمكن أن ينضم إليها كل فنان عامل في توسكانا، ضمَّت الأكاديمية الشخصيات الفنية البارزة في بلاط كوزيمو فقط، وكان لها مهمة الإشراف على كامل الإنتاج الفني للدولة الميديشية. في هذه المؤسسة الميديشية، تعلم الطلاب «فن التصميم» "arti del disegno" (وهو مصطلح صاغه فازاري) وألقيت عليهم محاضرات في علم التشريح والهندسة. تأسست أكاديمية أخرى، أكاديمية سان لوقا (Accademia di San Luca) (التي سميت باسم قديس المصورين، سانت لوقا)، بعد نحو عقد من الزمان في روما. والتي أدت وظيفة تعليمية وكانت أكثر اهتمامًا بنظرية الفن من نظيرتها الفلورنسية. في عام 1582، افتتح أنيبيل كاراتشي أكاديمية ديسيديروسي المؤثرة للغاية في بولونيا دون دعم رسميّ؛ كانت أكاديميته هذه أشبه بورشة عمل لفنان تقليدي في بعض النواحي، لكن شعوره بالحاجة إلى تصنيفها على أنها «أكاديمية» يوضح جاذبية الفكرة في ذلك الوقت.
كانت اكاديمية سانت لوقا في وقت لاحق نموذجًا للأكاديمية الملكية للرسم والنحت (Académie royale de peinture et de sculpture) التي تأسست في فرنسا عام 1648، وأصبحت فيما بعد أكاديمية الفنون الجميلة. وكانت الأكاديمية الملكية للرسم والنحت قد تأسست في محاولة لتمييز الفنانين «الذين كانوا سادةً يمارسون الفن الحر» عن الحرفيين الذين كانوا يعملون في العمل اليدوي. كان لهذا التأكيد على المكون الفكري لصناعة الفن تأثيرٌ كبيرٌ على مواضيع وأساليب الفن الأكاديمي.

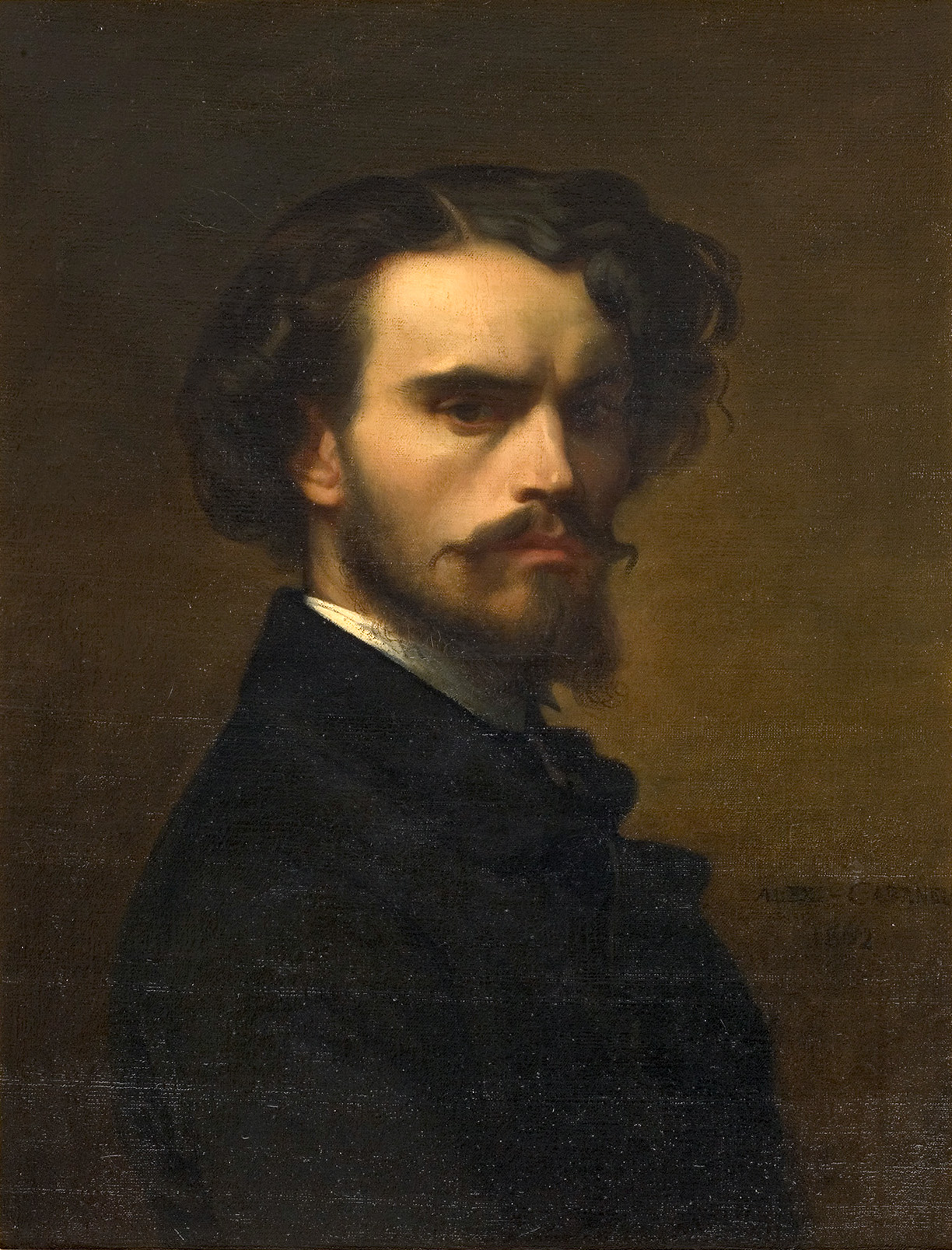
الكسندر كابانيل من أشهر رسامي الحركة الاكاديمية.

بعد إعادة تنظيم الأكاديمية الملكية للفنون الجميلة والنحت عام 1661 على يد لويس الرابع عشر الذي كان هدفه التحكم في جميع الأنشطة الفنية في فرنسا، نشب جدال بين الأعضاء الذين سيطروا على الاتجاهات الفنية لبقية القرن. كانت «معركة الأساليب» هذه نزاعًا حول ما إذا كان عمل بيتر بول روبنس أو نيكولا بوسان نموذجًا مناسبًا لاتباعه. دفع أتباع بوسان، المسمُّون بـ«البوسانيين»، بأن الخط (disegno) يجب أن يهيمن على الفن، بسبب جاذبيته للعقل، بينما دفع أتباع روبنس، المسمُّون ب«الروبنسيين»، بأن اللون (colore) يجب أن يهيمن على الفن، بسبب جاذبيته للعاطفة.
أعيد إحياء الجدال في أوائل القرن التاسع عشر، في ظل حركات الكلاسيكية الجديدة التي تميزت بأعمال جان أوغست دومينيك آنغر، والرومانسية التي تميزت بها أعمال يوجين ديلاكروا. كما دار جدل حول ما إذا كان من الأفضل لتعلم الفن التأمل في الطبيعة، أو في أعمال معلمي الفن القدماء.
شُكِلَت الأكاديميات التي تستخدم النموذج الفرنسي في جميع أنحاء أوروبا، وقلدت تعاليم وأساليب دراسة الأكاديمية الفرنسية. في إنجلترا، كانت الأكاديمية الملكية. كما يمكن اعتبار الأكاديمية الملكية الدنماركية للفنون الجميلة التي تأسست عام 1754 مثالاً ناجحًا في دولة أصغر، والتي حققت هدفها المتمثل في تأسيس مدرسة وطنية وتقليل الاعتماد على الفنانين المستوردين. تدرب جميع مصوري العصر الذهبي الدنماركي من 1800-1850 تقريبًا هناك، وعاد الكثيرون للتدريس بها ويتميز تاريخ الفن في الدنمارك بوجود توتر أقل بين الفن الأكاديمي والأساليب الأخرى مما هو عليه الحال في البلدان الأخرى .
كان أحد آثار الانتقال إلى الأكاديميات هو جعل التدريب أكثر صعوبة للفنانات اللاتي استُبعِدن من معظم الأكاديميات حتى النصف الأخير من القرن التاسع عشر (1861 بالنسبة للأكاديمية الملكية). كان هذا جزئيًا بسبب المخاوف من أنه من غير اللائق تقديم العري لهن. غالبًا ما وُضِعت ترتيبات خاصة للطالبات حتى القرن العشرين.

## نشأة الأسلوب الأكاديمي

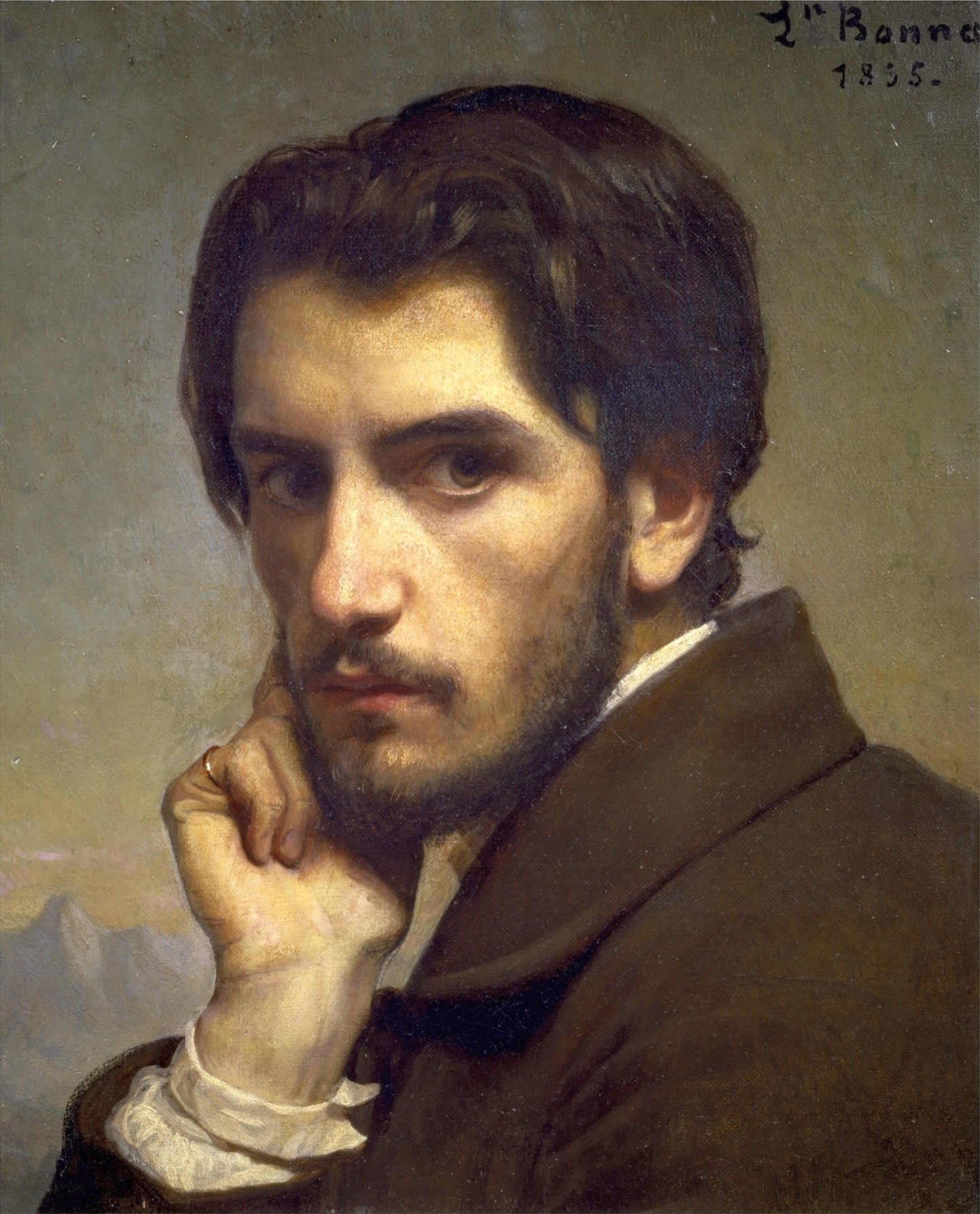
ليون بونات من رواد الحركة الاكاديمية.

منذ بدء جدال البوسانيين- الروبنسيين، تنقل العديد من الفنانين بين الأسلوبين. في القرن التاسع عشر، في صيغة الجدال المعاد إحياؤه، أصبح اهتمام وأهداف عالم الفن توليف خطوط (التصميم) الكلاسيكية الحديثة مع ألوان الرومانسية. ادعى النقاد أنَّ فنانين فنانًا تلو الآخر قد حققوا التوليف، من بينهم تيودور كاسيريو، وآري شيفر، وفرانشيسكو هايز، وألكسندر غابرييل ديكامب، وتوماس كوتور. علق ويليام بوغيرو، وهو فنان أكاديميّ لاحق، بأن الحيلة لكي تكون مصورًا جيدًا هي رؤية «اللون والخط بصفتهما شيئًا واحدًا». روَّج توماس كوتور لنفس الفكرة في كتابه عن منهج الفن – مشيرًا إلى أنه إذا قال أحدهم أن لوحة ما لونها أفضل أو خطوطها أفضل فإن هذا يكون هراءًا، لأنه إذا ظهر اللون باهرًا، فلأنه اعتمد على الخط لنقل هذا الإبهار، والعكس صحيح؛ وأن اللون كان بالفعل طريقة للتعبير عن «قيمة» الشكل.
تضمَّن تطوير آخر خلال هذه الفترة اعتماد الأساليب التاريخية لإظهار الفترة التاريخية التي تصورها اللوحة، فيما سُمِّيّ بالتاريخانية. يمكن رؤية هذا كأفضل ما يكون في أعمال البارون جان أوغست هندريك ليس، وفي التأثير اللاحق على جيمس تيسو. كما يُرى أيضًا في نشاة طراز النيو-جريك. قُصِد بالتاريخانية أيضًا الإشارة إلى المعتقد والممارسة المرتبطيّن بالفن الأكاديمي وفيهما أنه يجب على المرء الدمج والتوفيق بين ابتكارات مختلف التقاليد الفنية من الماضي.

## وصلات خارجية
- الفن الأكاديمي - الجزء الأول
- الفن الأكاديمي - الجزء الثاني
- الفن الأكاديمي - الجزء الثالث

## جاليري

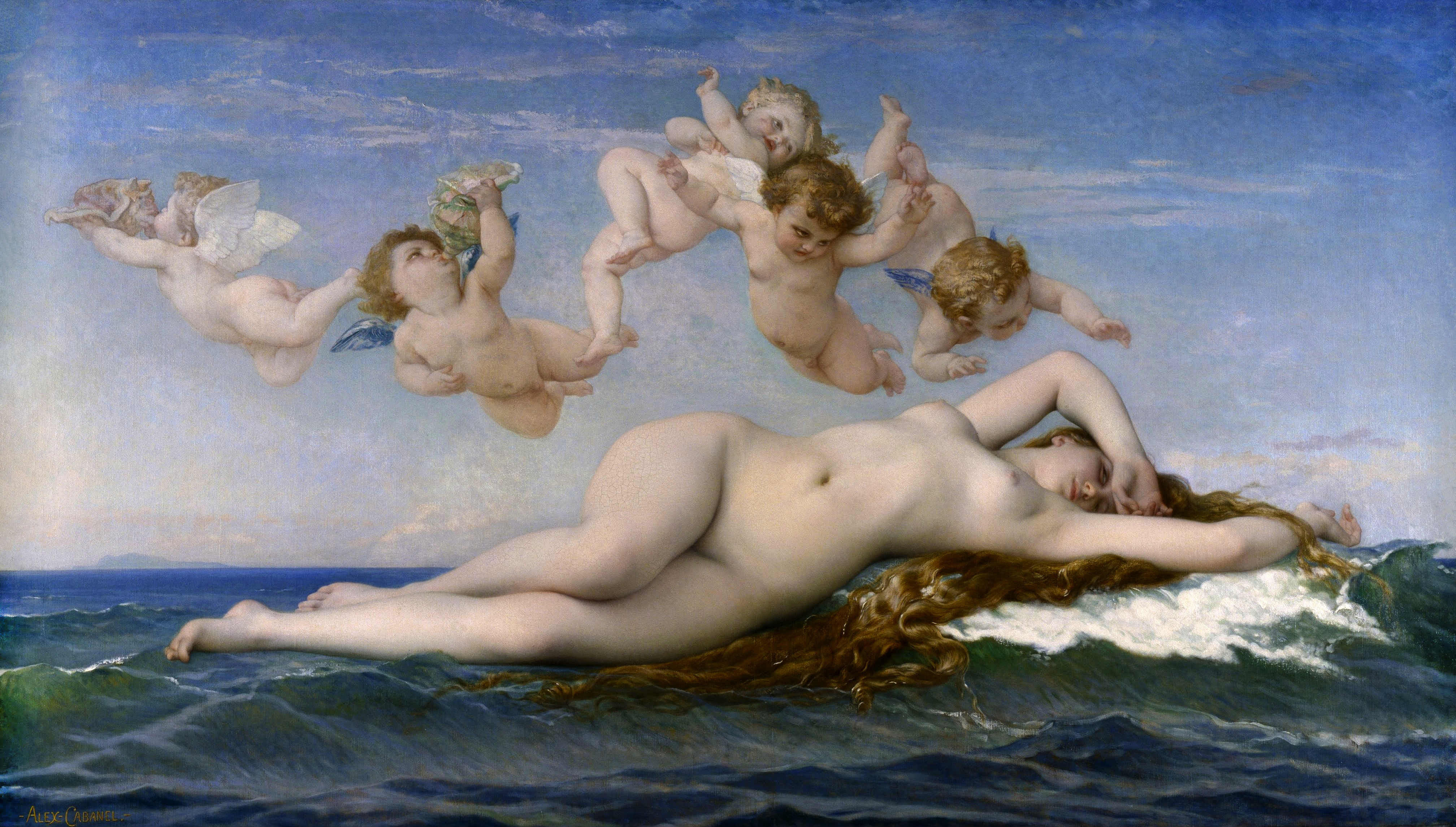
"ميلاد فينوس" بريشة الكسندر كابانيل 1863
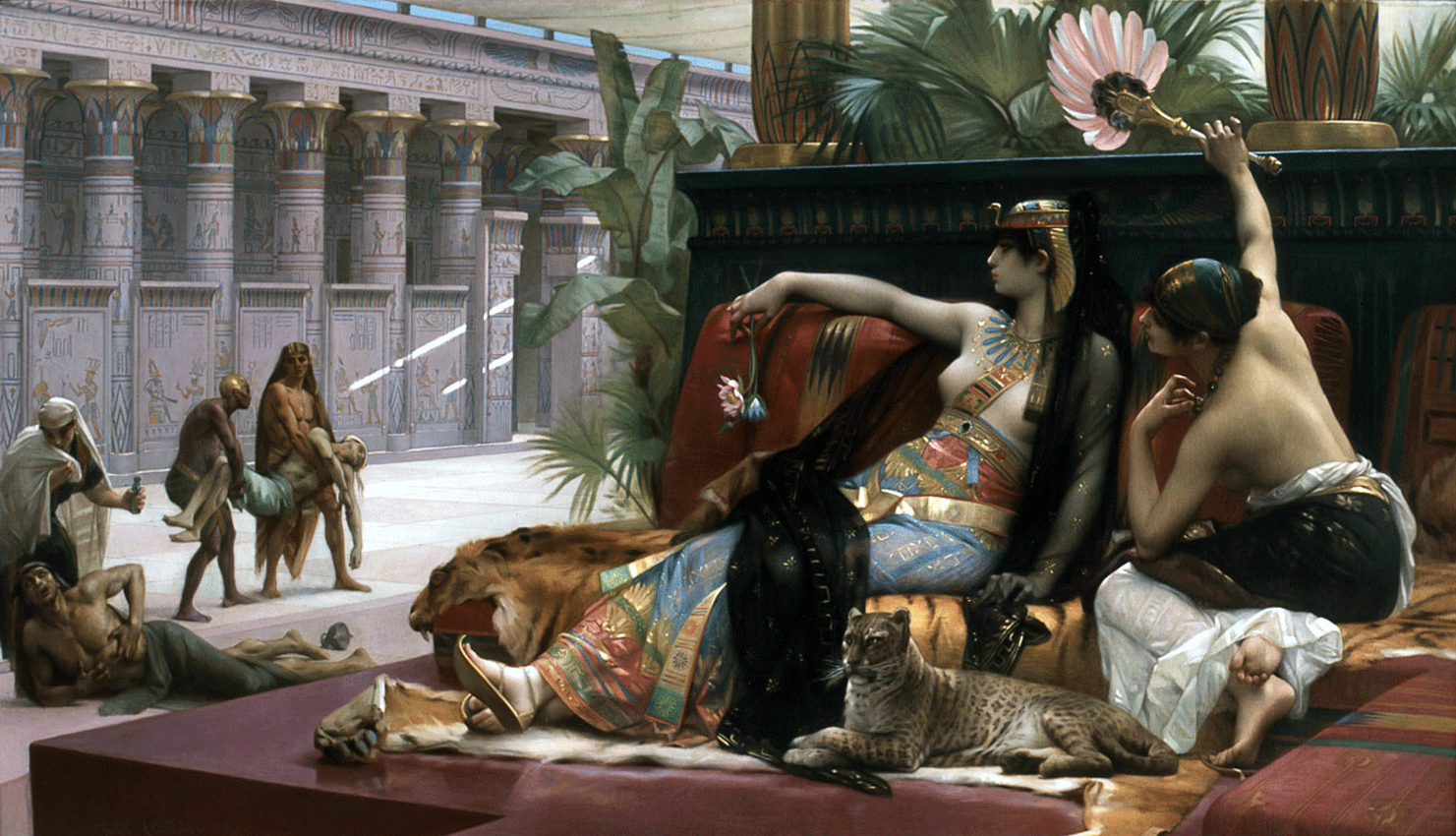
"كليوباترا تختبر السموم على السجناء المدانين" بريشة الكسندر كابانيل 1887
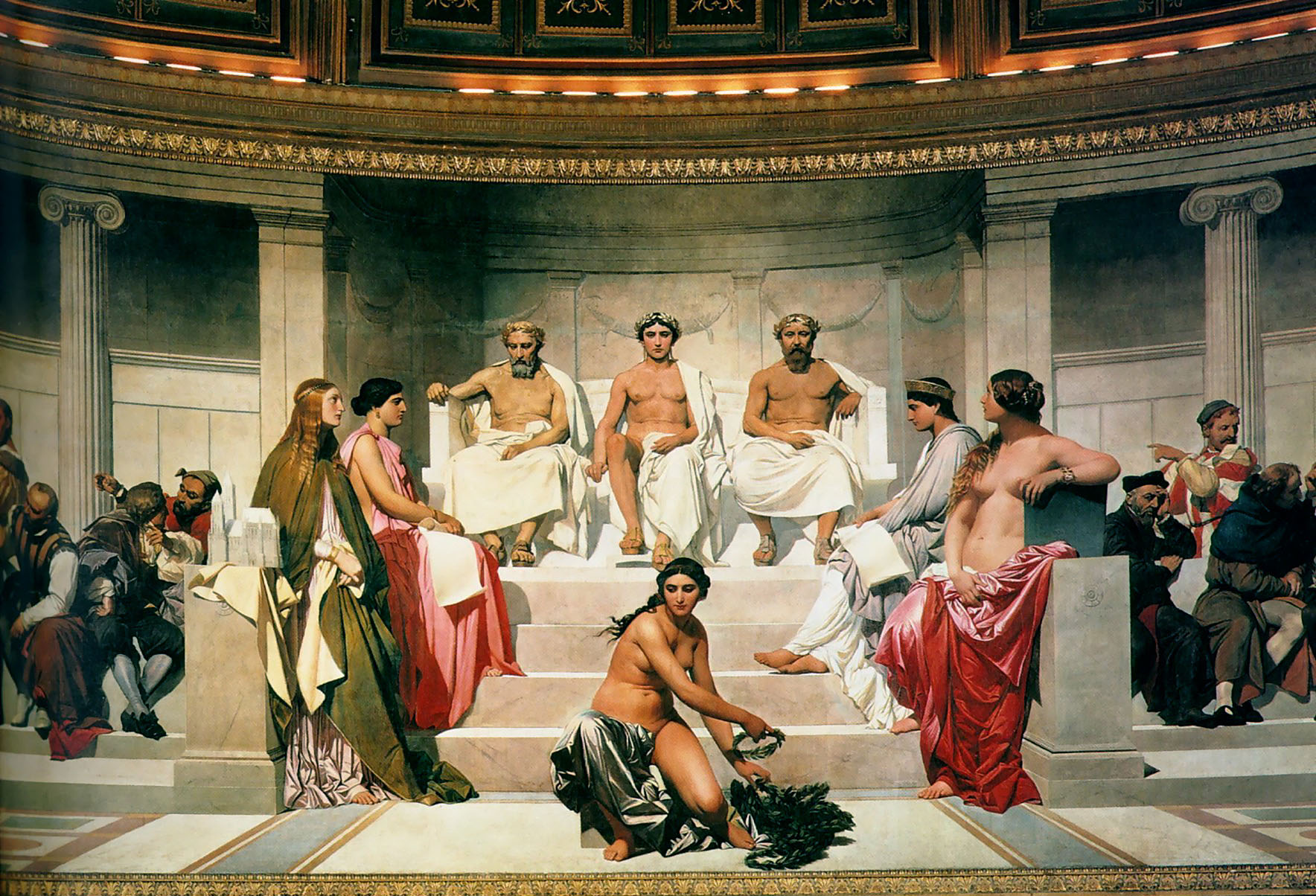
لوحة تعود لعام 1841
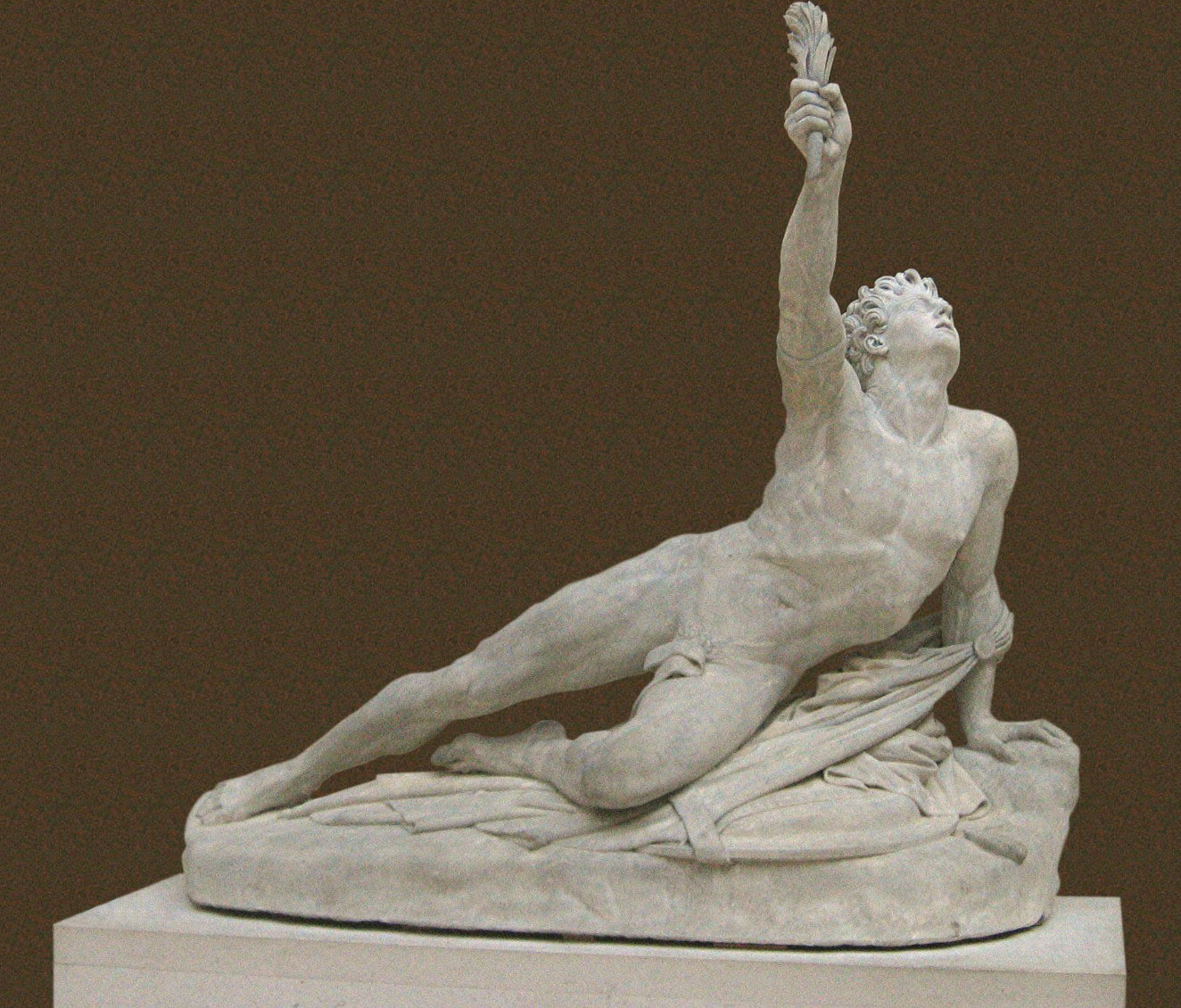
منحوتة تعود لعام 1822
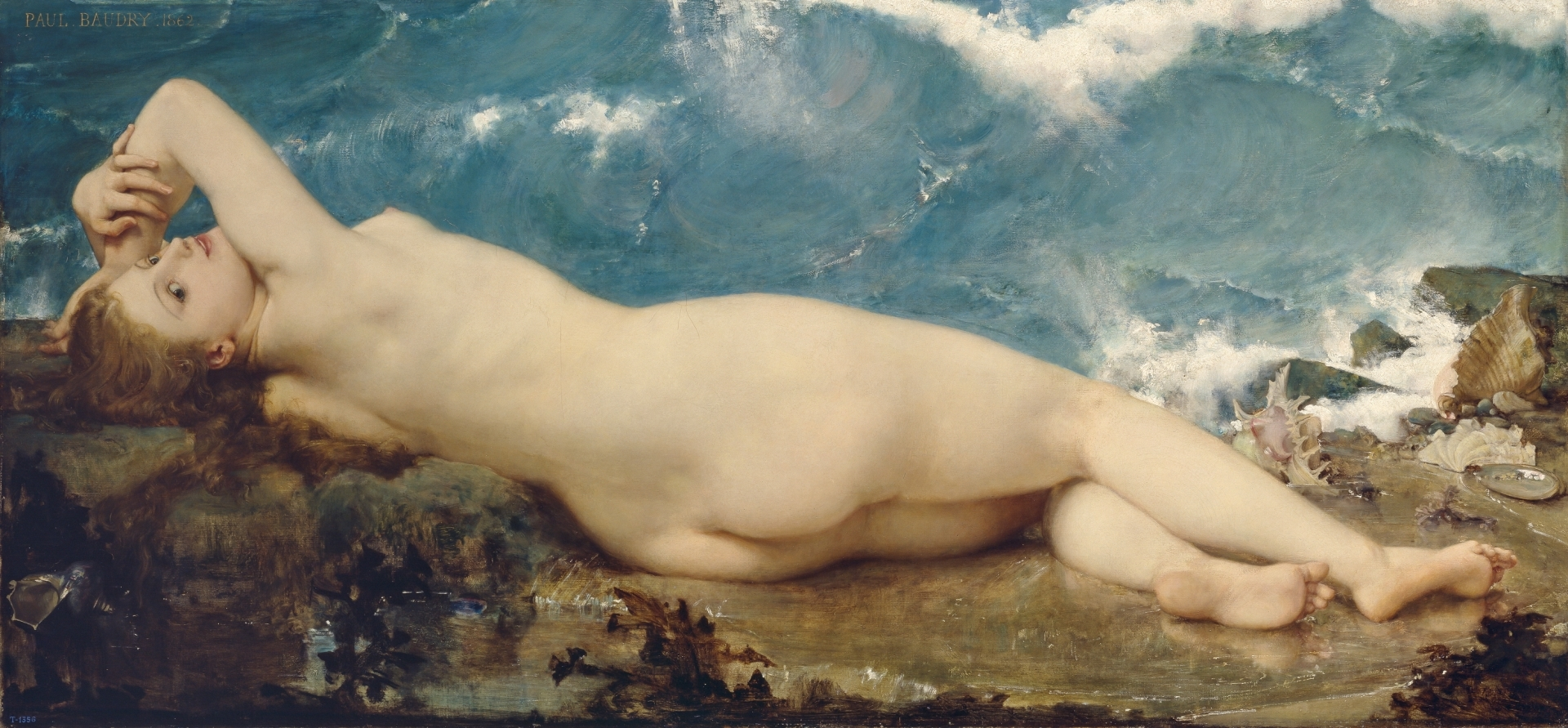
لوحة «اللؤلؤة والموجة».
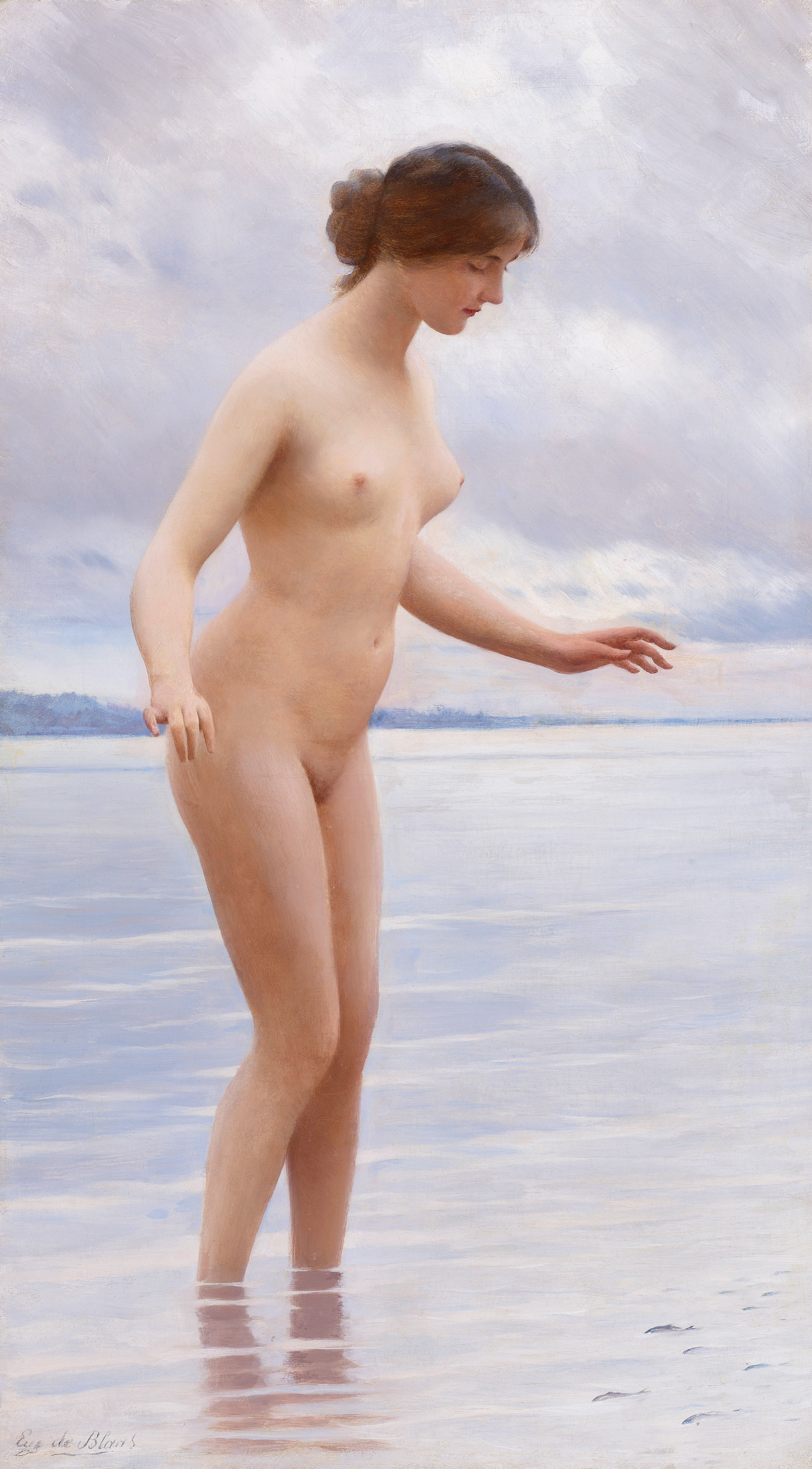
في الماء بريشة يوجين دي بلاس سنة 1914. اللوحة ضمن مجموعة خاصة.
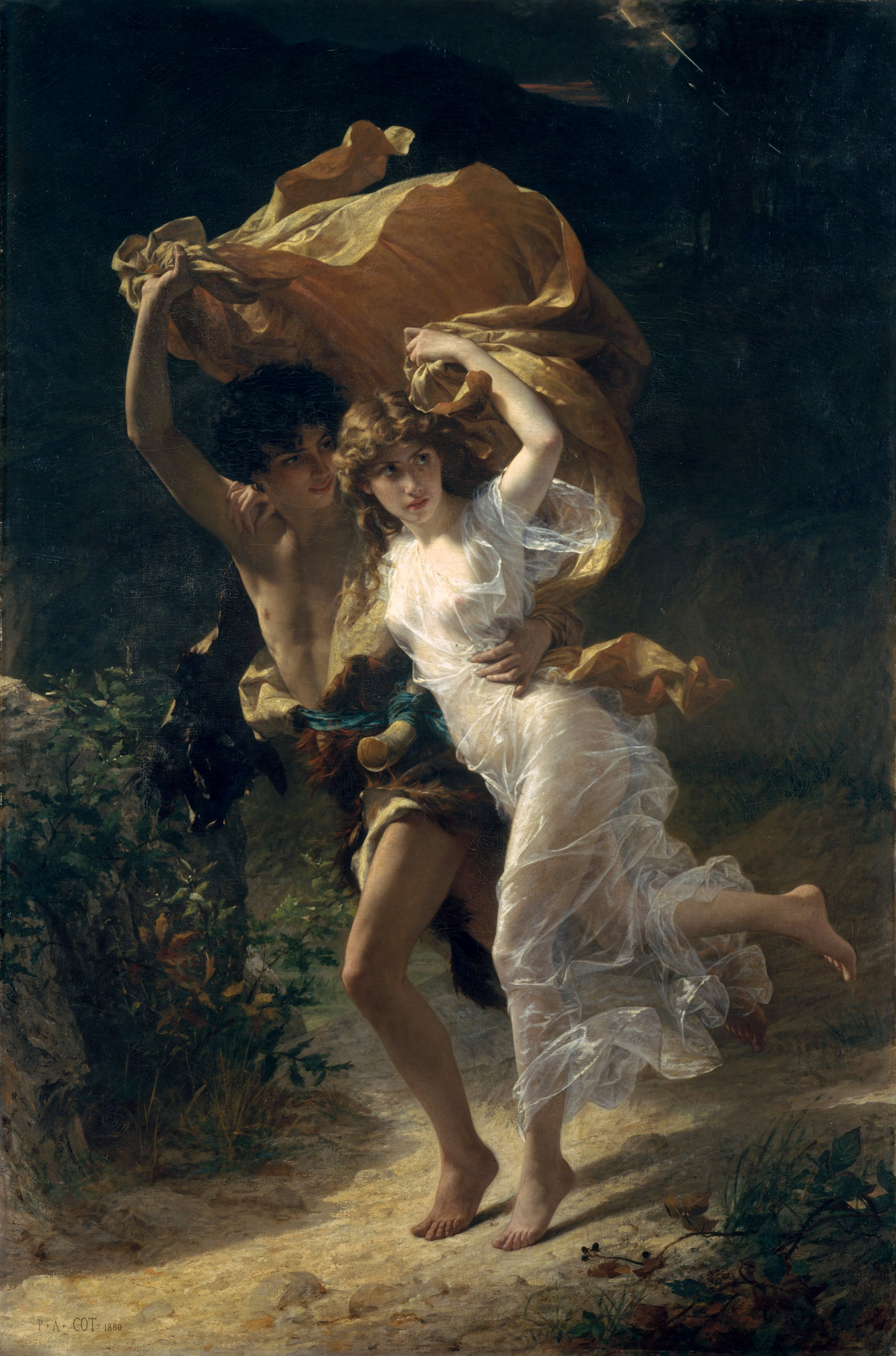
العاصفة بريشة الفنان الفرنسي بيير أوغست كوت ، اكتملت في عام 1880. معروضة حاليًا في متحف متروبوليتان للفنون في نيويورك.